# Климентов, Пётр Степанович
Пётр Степанович Климентов (21 декабря 1873 (2 января 1874), Острогожск — 11 ноября 1902, Томск) — юрист, выпускник Императорского Московского университета (1898), являлся исправлявшим должность (и.д.) экстраординарного профессора на кафедре финансового права юридического факультета Томского университета. В 1902 году был избран председателем Юридического общества при Томском университете.

## Биография
Пётр Климентов родился 21 декабря 1873 (2 января 1874) года в Острогожске в семье чиновника Степана Петровича Климентова (ум. 1897), который служил становым приставом и имел чин коллежского секретаря. Мать Петра — Наталья Ивановна — работала акушеркой. В 1893 году он окончил Калужскую гимназию и в том же году поступил на юридический факультет Императорского Московского университета. Во время обучения в университете — в связи со сложным материальным положением семьи — Пётр подрабатывал, давая частные уроки. Он интересовался историей, философией, и литературой; владел четырьмя иностранными языками. Впервые перед аудиторией он выступил будучи студентом второго курса. Его выступление, касавшееся принципиальных вопросов финансового права, получило высокую оценку. В 1898 году он окончил университет с дипломом первой степени: окончание должно было состояться на год раньше, но государственные экзамены были перенесены из-за смерти отца.
После получения высшего образования Климентов был оставлен, по предложению управляющего Московского учебного округа, на кафедре финансового права Московского университета — для подготовки к профессорскому званию. Однако из-за финансовых трудностей он вынужден был перейти в Александровское Московское коммерческое училище, где занял должность преподавателя коммерческой географии. В 1901 году сдал экзамены на степень магистра в области финансового права и 1 июля стал исполняющим должность (и.д.) экстраординарного профессора на кафедре финансового права, относившейся к юридическому факультету Томского университета. 22 сентября в Томске он прочел свою первую лекцию: по курсу финансового права. Первоначальной Климентов выбрал муниципальное устройство Англии как тему для своей магистерской диссертации. Однако, потерпев неудачу в получении финансирования на командировку в Англию, он взял тему о питейном акцизе в России — его работа описывала данный акциз как одну из форм косвенного обложения населения.
Профессор Михаил Боголепов, окончивший Томский университет в 1903 году, высоко оценил курс лекций, прочитанный Климентовым: «[Климентов] обладал выдающимся даром слова, вкладывал в свои лекции богатое содержание и глубокую идейную проникновенность… действительно был тем сеятелем, которого всегда так жаждет молодая аудитория. Под влиянием его лекций зарождалась любовь к науке, университетская жизнь наполнялась красивым содержанием. Лекции о финансах были праздничным днем…». В 1902 году Климентов был избран председателем Юридического общества при Томском университете. В период с мая по сентябрь 1902 года он был командирован в архив министерства финансов Российской империи. 11 ноября 1902 года он скончался в Томске от туберкулеза и был похоронен на кладбище местного женского монастыря (Преображенское кладбище).

## Работы
Пётр Климентов был автором ряда статей по финансовому праву в юридических изданиях Российской империи. Он также являлся сотрудником газеты «Курьер», где написал ряд передовых статей, касавшихся актуальных вопросов экономической жизни и финансовой политики властей империи. Как ученый-финансист, Климентов полагал, что задача финансовой науки заключается в изучении государственно-хозяйственной действительности: то есть в освещении условий и факторов её эволюции — в анализе причин возникновения и видоизменения финансовых институтов.
- Муниципальное движение в Англии: Доклад, читанный в Томском Юридическом обществе // Известия Томского университета. 1902. Кн. 21;
- Финансы по учению абсолютной школы и германского катедер-реформаторского направления: вступительная лекция // Известия Томского университета. 1902. Кн. 21;
- Исторический материализм // Русская мысль. 1903. № 1;
- Новые приемы изучения в финансовой науке // Профессор-идеалист. М., 1904.

## Память
Имя Климентова занесено на мемориальную доску часовни Святой Домны Томской.

## Семья
Пётр Климентов был женат на Зинаиде Николаевне (в девичестве — Старкова), дочери надворного советника.

## Архивные источники
- Государственный архив Томской области (ГАТО). Ф. 102. Оп. 9. Д. 709;
- ГАТО. Ф. 102. Оп. 9. Д. 251;
- ГАТО. Ф. 102. Оп. 1. Д. 981.